# Sadako Sasaki
Pour les articles homonymes, voir Sasaki.
Sadako Sasaki (佐々木 禎子, Sasaki Sadako) est une fillette japonaise née à Hiroshima le 7 janvier 1943 et morte dans la même ville le 25 octobre 1955. Décédée à l'âge de douze ans d'une leucémie due à la bombe atomique d'Hiroshima, elle est devenue depuis, grâce à ses grues en papier, une icône de la paix. Plusieurs ouvrages relatent son histoire émouvante, des statues honorent sa mémoire.

## Biographie
Le 6 août 1945 à 8 h 15 du matin, la première bombe atomique explose à environ 580 mètres au-dessus du centre ville d'Hiroshima au Japon. En l'espace de quelques secondes, la ville est réduite à l'état de décombres au milieu d'une terre brûlée. 70 000 personnes sont tuées ce jour-là. Sadako a alors deux ans et se trouve à deux kilomètres du lieu de l'explosion. Alors que la plupart de ses voisins sont tués quasi instantanément, elle n'est pas blessée ou ne semble pas l'être.
Jusqu'en 1954, elle a une vie de petite fille normale et joyeuse. Bonne élève, elle passe une enfance sans problème majeur, grandit normalement et se lance dans la course à pied de compétition.
Cependant, en 1954, après un relais où elle a contribué à la victoire de son équipe, elle se sent extrêmement faible et commence à défaillir. Les vertiges passant, Sadako pense qu'ils n'étaient causés que par la fatigue, mais ce n'était pas le cas. Dès lors, de plus en plus d'alertes se produisent. Plus tard, ses vertiges sont tels qu'elle tombe et ne peut se relever. Ses camarades de classe appellent l'institutrice qui contacte ses parents. Ces derniers l'emmènent à l'hôpital de la Croix-Rouge où on lui diagnostique une leucémie (une forme de cancer des cellules sanguines), autrement dit le « mal de la bombe atomique », maladie terrible à laquelle peu de gens survivaient à cette époque[réf. souhaitée].
La meilleure amie de Sadako, Chizuko, lui raconte l'ancienne légende japonaise des 1000 grues et lui apporte un origami. Selon cette légende, quiconque confectionne mille grues en origami voit un vœu exaucé. Sadako s'attelle dès lors à la tâche, espérant que les dieux, une fois les mille grues pliées, lui permettent de guérir et de recommencer la course à pied. La famille de Sadako s'inquiète à son propos et vient souvent lui rendre visite à l'hôpital et l'aider à faire les origamis. Après avoir plié 500 grues, elle se sent mieux et les médecins décidèrent qu'elle pouvait rentrer chez elle pour quelque temps, mais après moins d'une semaine elle se sent de nouveau mal et retourne à l'hôpital.
Elle confectionne au total 644 grues de papier (lire l'authentique histoire de Sadako Sasaki écrit par Sue DICicco et Masahiro Sasaki). Elle meurt le 25 octobre 1955 à l'âge de douze ans. Elle avait plié ses grues avec tout le papier qu'elle pouvait trouver, y compris des étiquettes de ses flacons de médicament[réf. nécessaire].
L'histoire de Sadako a un profond impact sur ses amis et sa classe. Ils finirent de plier les 1000 grues et continuèrent cette activité afin de collecter de l'argent en provenance des écoles japonaises pour construire une statue en l'honneur de Sadako et de tous les enfants frappés par la bombe.

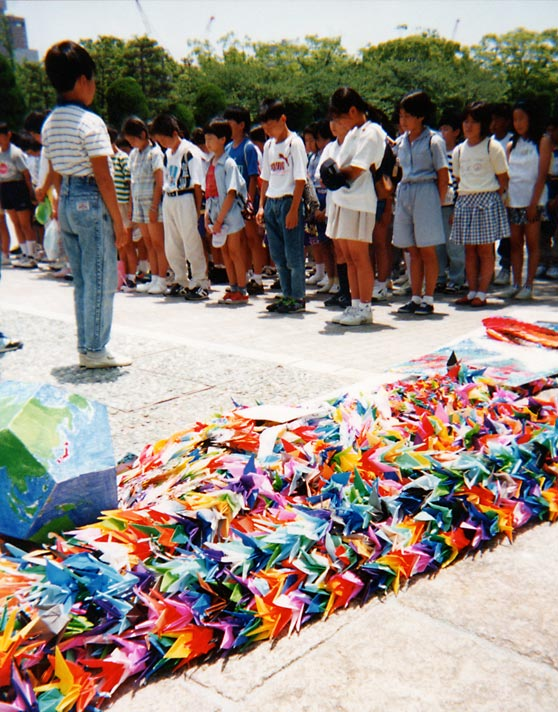
Collégiens japonais offrant leurs grues au mémorial de Sadako.

Aujourd'hui, une statue à la mémoire de Sadako, placée sur un piédestal en granit et tenant une grue en or dans ses bras ouverts, se dresse dans le Parc de la Paix d'Hiroshima avec à sa base cette inscription :
Ceci est notre cri. 
Ceci est notre prière. 
Pour construire la paix dans le monde 
Tous les ans, des enfants du monde entier plient des grues et les envoient à Hiroshima. Les origamis sont disposés autour de la statue. Grâce à Sadako, la grue en papier est devenue un symbole international de la paix[réf. nécessaire].
Une autre statue de Sadako se trouve au Peace Park (en) à Seattle.